# Aglucona
Una aglucona, aglicona o genina en química orgànica, és l'agrupament no glucídic d'un heteròsid. És el compost sense sucres que resta després del reemplaçar per un àtom d'hidrogen el grup glucosil d'un glucòsid.
Les classes de fitoquímics que es troben en l'aglucona i els glucòsid formen els polifenols.
L'aglucona es presenta sota la forma d'alcohol, de fenol o d'una substància que contingui nitrogen i sofre.
L'aglucona, determina la família de l'heteròsid i confereix a algunes plantes el seu poder terapèutic. La dioscina (un glucòsid esteroide de la saponina) es va trobar en les plantes del gènere Dioscorea.